# Règle (instrument de géométrie)
Pour les articles homonymes, voir Règle.

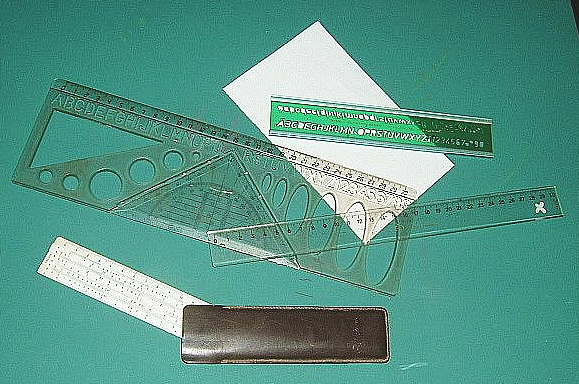
Règles à mesurer.

Une règle (en Belgique le mot règle ne désigne que les modèles à section carrée ; une règle plate est appelée latte) est un instrument de géométrie servant à tracer des lignes droites. Elle est notamment utilisée en dessin industriel. Quand la règle présente des graduations, on parle de règle graduée, elle sert alors à la mesure des distances.

## Description
Une règle est généralement en bois, en métal, en plexiglas ou en matériel composite souple (règles Superflex). Elle peut être graduée ou non. Les règles modernes comprennent généralement une échelle, avec laquelle des longueurs peuvent être mesurées par comparaison, généralement au millimètre près. Une règle de 20 cm est désignée par le terme « double-décimètre ».

## Construction géométrique
En géométrie, une règle fait référence à tout instrument servant à tracer des lignes droites. En pratique, il s'agit le plus souvent d'une règle graduée. Le report des longueurs s'effectue  en principe avec un compas.
En mathématiques, lorsque l'on parle de construction à la règle et au compas, on fait référence à une règle graduée ou non, dont les graduations éventuelles ne sont pas utilisées pour procéder à des mesures ou à des constructions. (Voir la trisection de l'angle.)

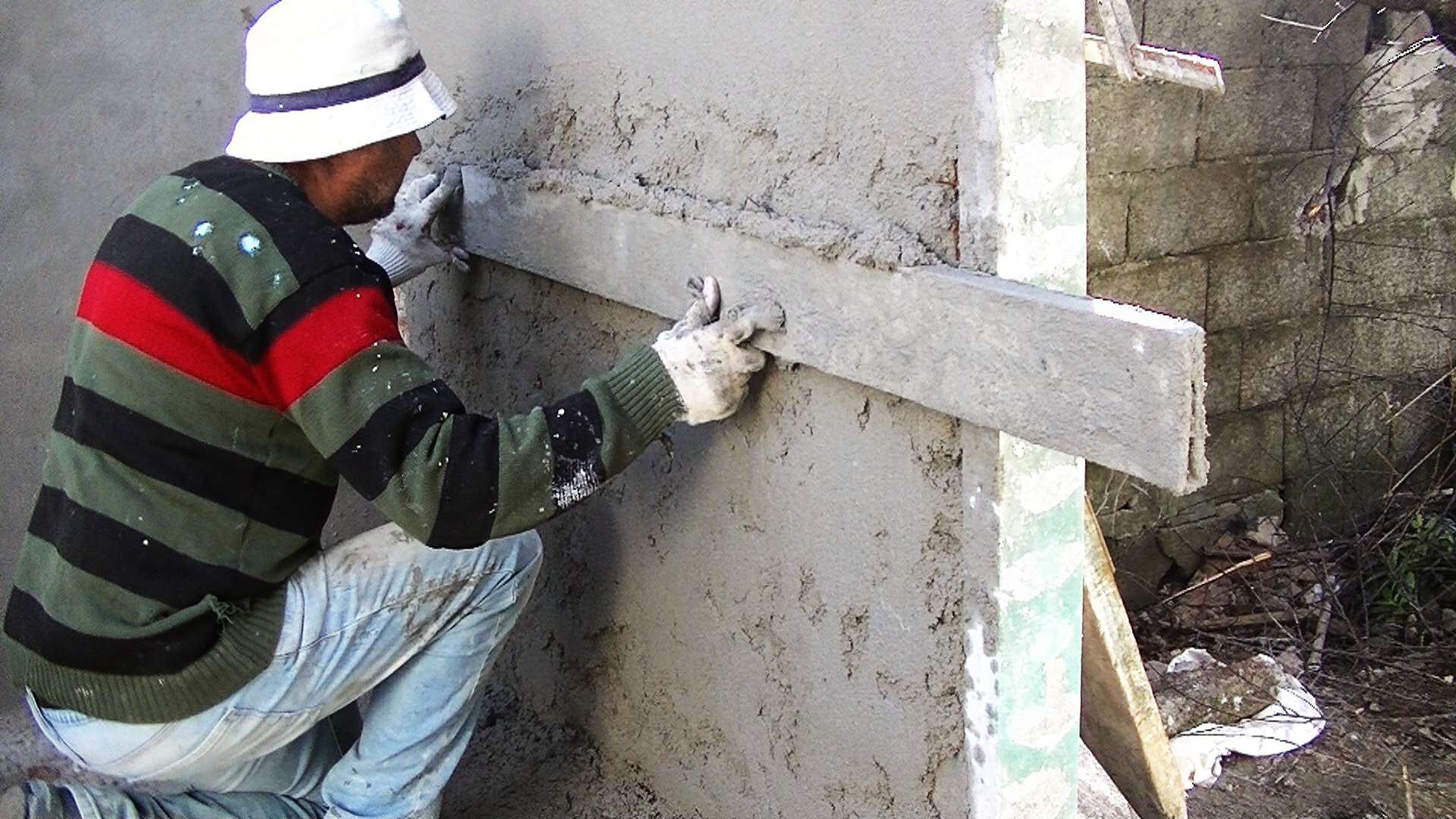
Règle utilisée dans la construction.

## Utilisation
Pour tracer une ligne droite, il faut apposer la règle sur une surface en joignant certains points avec une arête de la règle ; puis laisser glisser contre cette arête, la pointe d’un instrument de traçage. De cette façon, la forme du bord est transférée en ligne sur la surface.
Certains métiers du bâtiment utilisent une règle en aluminium non graduée : maçonnerie, taille de pierre etc.

## Symbolisme
La règle, parce qu'elle sert à tracer des lignes droites, est un symbole de rectitude.
Elle est l'instrument par excellence de la construction. C'est elle qui permet le plan directeur de l'édifice et d'en vérifier l'exécution correcte.
Elle est utilisée dans le symbolisme maçonnique, notamment dans l'initiation au grade de compagnon. « Elle symbolise le perfectionnement. Sans règle, l'industrie serait aventureuse, les arts seraient défectueux, les sciences n'offriraient que des systèmes incohérents, ... ».